# Oliver Wolcott jr.
Oliver Wolcott, Jr. (Litchfield (Connecticut), 11 januari 1760 – New York, 1 juni 1833) was een Amerikaans politicus. Hij was de tweede minister van Financiën en gouverneur van Connecticut.

## Levensloop
Wollcott, Jr. werd geboren in een politieke familie. Zij vader en grootvader waren ook al gouverneur van Connecticut geweest. Hij studeerde zelf in 1778 af aan de Yale-universiteit. In dezelfde tijd, van 1777 tot 1779, was hij in dienst bij het Continental Army die in de Amerikaanse Onafhankelijkheidsoorlog tegen de Britten vochten. In 1781 werd hij in Litchfield toegelaten tot het beroep van advocaat.
Zijn carrière begon Wolcott als klerk voor een overheidsbureau in Connecticut. In die functie bemiddelde hij in meningsverschillen tussen de Verenigde Staten en de staat Connecticut. In 1791 kwam hij te werken voor het ministerie van Financiën.
Door president George Washington werd Wolcott in 1795 benoemd tot minister van Financiën. In die functie ontwierp hij de vlag voor de – inmiddels opgeheven - United States Customs Service. In het jaar 1800 trad hij af als minister. Hij lag onder vuur van de pers en werd er onder andere vals van beschuldigd dat hij het State Department-gebouw in brand had gezet.
President John Adams benoemde Wolcott samen met verschillende anderen vlak voor de inauguratie van Thomas Jefferson als president tot federaal rechter. Zijn rechterschap liep op 1 juli 1820 af, omdat het gerechtshof waar hij lid van was werd opgeheven.
Daarna ging Wolcott van 1803 tot 1815 in New York wonen, waar hij zich bezighield met handel. In 1816 verhuisde hij terug naar Connecticut en stelde zich verkiesbaar voor het gouverneurschap. Hij verloor de verkiezingen, maar werd een jaar later wel gekozen. Hij bleef tien jaar in functie. Wolcott stond voor een gematigde politieke koers en onder leiding maakte de staat een snelle economische groei door. Ook stond hij aan de basis van een nieuwe grondwet voor de staat. In 1827 werd hij bij de verkiezingen verslagen.
- Gemeinsame Normdatei: 1082352128
- International Standard Name Identifier: 0000 0000 3125 9358
- Library of Congress Control Number: n86104999
- National Archives and Records Administration: 10570997
- Nationale Bibliotheek van Israël: 987007297130805171
- Nederlandse Thesaurus van Auteursnamen: 333884949
- SNAC: w6r2116t
- Virtual International Authority File: 44680357
- WorldCat: E39PBJf4gMcwwd6m378PXgxCcP